# Ixora fulviflora
Ixora fulviflora är en måreväxtart som beskrevs av Cornelis Eliza Bertus Bremekamp. Ixora fulviflora ingår i släktet Ixora och familjen måreväxter. Inga underarter finns listade i Catalogue of Life.